# Geografija Kostarike
Kostarika je na Srednjeameriški ožini, ki obdaja točko 10° severno od ekvatorja in 84° zahodno od začetnega poldnevnika. Ima 212 km obale Karibskega morja in 1016 km na severnem Tihem oceanu. Površina je 51.100 km², od tega je 40 km² voda.

## Geologija
Kostarika leži na Karibski plošči. Meji na Kokosovo ploščo v Tihem oceanu, ki se potopi pod njo. Tako nastanejo vulkani v Kostariki, znani tudi kot Srednjeameriški vulkanski lok.
Karibska plošča se je začela seliti proti vzhodu v pozni kredi. V poznem paleocenu je lokalna nižina morske gladine, ki ji je pomagalo celinsko dviganje zahodnega roba Južne Amerike, povzročila kopenski most, čez katerega je v izmenjavi očitno sodelovalo več skupin sesalcev.
V Kostariki se je zgodilo veliko potresov.

## Politična in humana geografija
Kostarika deli 313 kilometrov meje z Nikaragvo na severu in 348 kilometrov meje s Panamo na jugu.
Kostarika zahteva izključno gospodarsko cono velikosti 574.725 km² z 200 navtičnimi miljami (370,4 km) in teritorialnim morjem 12 navtičnih milj (22,2 km).
Raba tal: Njive: 4,8 %. Trajni nasadi: 6,66 %. Drugo: 88,54 %.
Upravna delitev Kostarike vključuje 7 provinc, 82 kantonov in 478 okrožij. Obstaja tudi 24 avtohtonih ozemelj.

## Fizična geografija
Otoki
V Kostariki je veliko otokov, najbolj oddaljen je Kokosov otok, največji pa Isla Calero.
Gorske verige
Državno obalno nižino ločujeta Cordillera Central in Cordillera de Talamanca, ki tvorita hrbtenico države in predstavljata pacifiško in karibsko ločnico povodij.
Cordillera de Guanacaste je na severu blizu meje z Nikaragvo in je del kontinentalne ločnice Amerik.
Velik del Cordillera de Talamanca je vključen v narodni park La Amistad, ki si ga delita Kostarika in Panama. Vsebuje najvišja vrhova države: Cerro Chirripó in Cerro Kamuk. Velik del regije pokrivajo gorski gozdovi Talamancan. Vključuje tudi Cerros de Escazú, ki na jugu meji na Osrednjim podoljem Kostarike.
Hidrologija
Namakanih zemljišč obsega 1031 km².
Vse reke Kostarike se izlivajo v Karibsko morje ali Tihi ocean.
Ekstremne točke
Kokosov otok je jugozahodni skrajni del države. Sicer je na severu Peñas Blancas, na jugu in vzhodu panamska meja, na zahodu pa polotok Santa Elena.
Najnižja točka je morska gladina, najvišja pa Cerro Chirripo: na 3810 m.

## Podnebje
Podnebje je tropsko in subtropsko. Suha sezona (od decembra do aprila); deževno obdobje (od maja do novembra); hladnejše v visokogorju.
Ker je Kostarika med 8 in 12 stopinjami severno od ekvatorja, je podnebje vse leto tropsko. Vendar ima država številne mikroklime, ki so odvisne od nadmorske višine, količine padavin, topografije in geografije vsake posamezne regije.
Letni časi Kostarike so opredeljeni s tem, koliko dežja pade v določenem obdobju. Leto lahko razdelimo na dve obdobji, suho obdobje, ki ga prebivalci poznajo kot poletje (verano) in deževno obdobje, lokalno znano kot zima (invierno). Poletno ali sušno obdobje traja od decembra do aprila, zimsko ali deževno obdobje pa od maja do novembra, kar skoraj sovpada s sezono atlantskih orkanov, v tem času pa v nekaterih regijah nenehno dežuje.
Lokacija, kjer je največ dežja, so karibska pobočja gorovja Cordillera Central, kjer letno pade več kot 5000 mm padavin. Tudi vlažnost je višja na karibski strani kot na pacifiški strani. Povprečna letna temperatura na obalnih nižinah je okoli 27 °C, 20 °C v glavnih naseljenih območjih Cordillera Central in pod 10 °C na vrhovih najvišjih gora.

## Rastlinstvo in živalstvo
Kostarika je žarišče biotske raznovrstnosti. Medtem ko ima država le približno 0,03 % svetovne kopenske mase, vsebuje 5 % svetovne biotske raznovrstnosti. V njej raste okoli 12.119 vrst rastlin, od katerih jih je 950 endemičnih. Obstaja 117 avtohtonih dreves in več kot 1400 vrst orhidej; tretjino jih je mogoče najti v rezervatu oblačnega gozda Monteverde. Skoraj polovica ozemlja države je pokrita z gozdovi, le 3,5 % pa pokrivajo primarni gozdovi. Krčenje gozdov v Kostariki se je z nekaterih najhujših stopenj na svetu od leta 1973 do 1989 zmanjšalo na skoraj nič do leta 2005.
Raznolikost divjih živali v Kostariki je zelo velika; tam je 441 vrst dvoživk in plazilcev, 838 vrst ptic, 232 vrst sesalcev in 181 vrst sladkovodnih rib. Kostarika ima visoko stopnjo endemizma; 81 vrst dvoživk in plazilcev, 17 vrst ptic in 7 vrst sesalcev je endemičnih za državo. Vendar pa je veliko vrst ogroženih. Po podatkih Svetovnega centra za spremljanje varstva je ogroženih 209 vrst ptic, sesalcev, plazilcev, dvoživk in rastlin.Nekatere najbolj ogrožene vrste v državi so harpijski orel, veliki mravljinčar, zlata krastača in jaguar. Mednarodna zveza za varstvo narave (IUCN) poroča, da je zlata krastača izumrla.
Več kot 25 % državnega ozemlja Kostarike je zaščiteno z nacionalnim sistemom ohranitvenih območij (SINAC), ki nadzoruje vsa zavarovana območja v državi. Obstaja 29 narodnih parkov Kostarike, veliko ohranitvenih območij. Zavarovana območja skupaj obsegajo več kot eno četrtino ozemlja Kostarike. 9,3 % države je zaščiteno pod kategorijami I-V IUCN. Približno 25 % površine države je v zaščitenih narodnih parkih in zavarovanih območjih, največji odstotek zavarovanih območij na svetu (povprečje razvitega sveta 13 %, povprečje razvitega sveta 8 %).
Narodni park Tortuguero je dom opicam, lenivcem, pticam in številnim plazilcem.
Rezervat oblačnega gozda Monteverde je dom približno 2000 rastlinskim vrstam, vključno s številnimi orhidejami. Tam je mogoče najti več kot 400 vrst ptic in več kot 100 vrst sesalcev.
V Kostariki je bilo ugotovljenih več kot 840 vrst ptic. Tako kot v večjem delu Srednje Amerike so tudi vrste ptic v Kostariki mešanica severno- in južnoameriških vrst. Bogato sadno drevje v državi, od katerega ga veliko obrodi vse leto, je zelo pomembno za ptice, od katerih nekatere preživijo na dieti, ki je sestavljena samo iz ene ali dveh vrst sadja. Nekatere izmed najbolj opaznih vrst ptic v državi so bleščeči kvecal (Pharomachrus mocinno), svetlo rdeča ara (Ara macao), trikrpi zvonarček (Procnias tricarunculatus), golovrati dežnikar (cephalopterus glabricollis) in tukan (Ramphastos sulfuratus). Instituto Nacional de Biodiversidad lahko pobira licenčnine za vsa biološka odkritja medicinskega pomena. Kostarika je središče biološke raznovrstnosti za plazilce in dvoživke, vključno z najhitreje tekajočim kuščarjem na svetu, črnim legvanom z bodičastim repom(Ctenosaura similis).

## Naravni viri
Hidroenergija se proizvaja iz jezera Arenal, največjega jezera v Kostariki. Skupni obnovljivi vodni viri znašajo 112,4 km³.
Črpanje sladke vode znaša 5,77 km³/leto (15 %/9 %/77 %), oziroma na prebivalca: 1582 m³/leto. Kmetijstvo je največji porabnik vode, ki zahteva približno 53 % celotne zaloge, medtem ko sektor prispeva 6,5 % k BDP Kostarike. Skupna poraba vode in poraba vode na prebivalca je zelo visoka v primerjavi z drugimi srednjeameriškimi državami, vendar ko se meri glede na razpoložljive vire sladke vode, Kostarika porabi le 5 % razpoložljive zaloge.
Vse večja urbanizacija bo povzročila pritisk na upravljanje vodnih virov v Kostariki.

## Galerija
- Senčen reliefni zemljevid Kostarike
- Zemljevid Kostarike
- Topografija Kostarike